# Mambwe (langue)
Pour les articles homonymes, voir Mambwe.
Le mambwe est une langue bantoue parlée par la population mambwe en Zambie et en Tanzanie. Le rungu est une langue proche.